# Fryderyk za album roku reedycje / nagrania archiwalne
Fryderyk za album roku reedycje / nagrania archiwalne – polska nagroda muzyczna Fryderyk, przyznawana corocznie w latach 2002–2005 w sekcji muzyki rozrywkowej w kategorii album roku reedycje / nagrania archiwalne. Honorowała wykonawców za reedycje albumów lub wydania nagrań archiwalnych. Fryderyki są przyznawane od 1995 przez Związek Producentów Audio-Video (ZPAV) za osiągnięcia w rodzimym przemyśle muzycznym. Od 2000 za wyłanianie nominowanych, a następnie laureatów odpowiedzialna jest powołana przez ZPAV Akademia Fonograficzna.
Kategoria została wprowadzona podczas ósmej edycji, 2001, pod nazwą album roku reedycje. W edycjach 2002, 2003 i 2004 nazywała się album roku reedycje / nagrania archiwalne. W edycji 2005 została wycofana.
Grzegorz Ciechowski otrzymał w kategorii rekordową liczbę 4 nominacji (w każdej edycji) i 2 nagród.

## Laureaci i nominowani
| Rok  | Nagrodzony album        | Nagrodzeni artyści  | Pozostałe nominacje | Źr.   |
| ---- | ----------------------- | ------------------- | --- | ----- |
| 2001 | Świecie nasz            | Marek Grechuta      | - Greatest Hits – Dr. Hackenbush - Królowie życia – Kombi - Nowe Nowe Sytuacje – Republika - Oni zaraz przyjdą tu – Breakout                    | [ 2 ] |

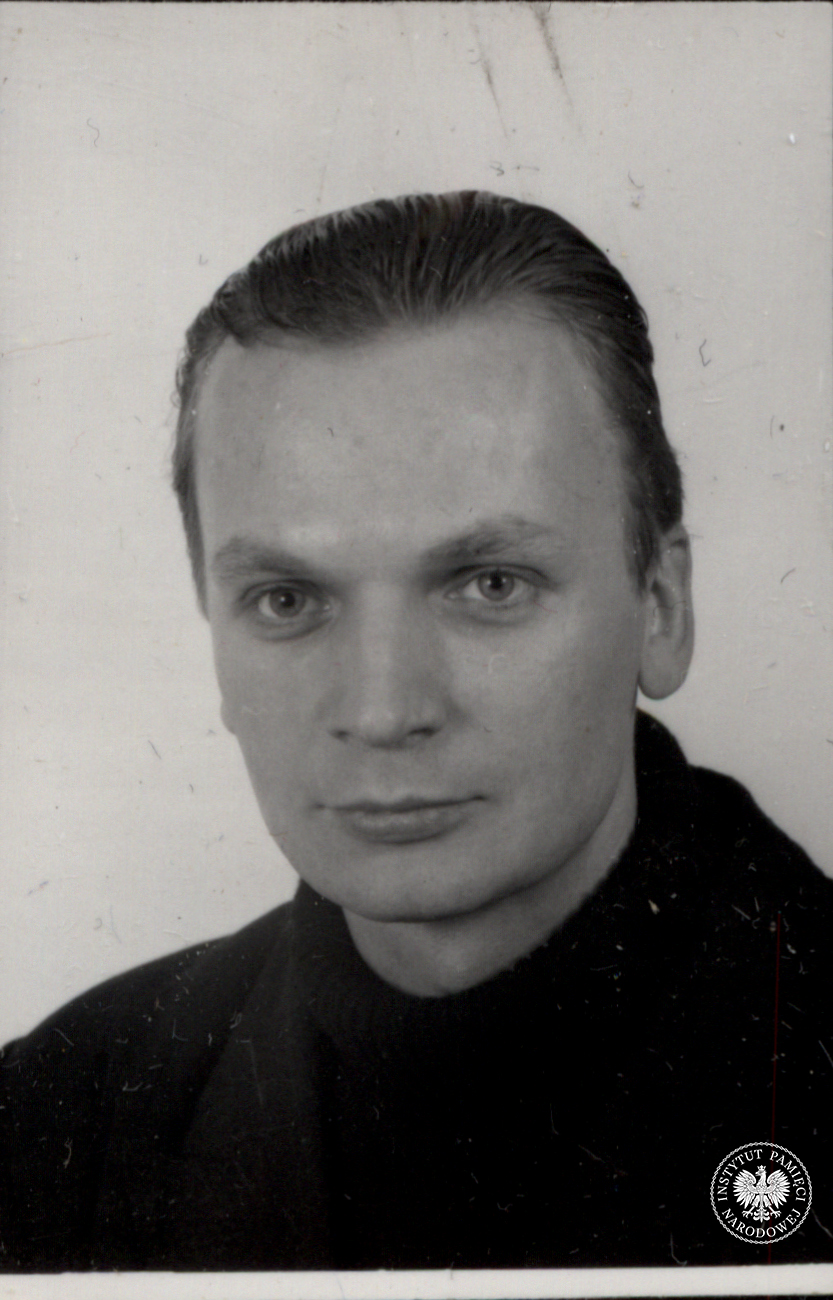
Grzegorz Ciechowski, rekordowy dwukrotny laureat (z Republiką w 2002 i jako solista w 2004), nominowany w każdej edycji (z Republiką lub jako solista)

| 2002 | 1984 / Nieustanne tango | Republika           | - Acoustic – Stanisław Sojka - Blues Rock Band – Krzak - Oddział Zamknięty – Oddział Zamknięty - Wychowanie / Nasz Bubelon – T.Love             | [ 3 ] |
| 2003 | Od początku II          | Czesław Niemen      | - Antologia – Lady Pank - Block to Block – De Press - Komplet – Republika - Piosenki Jeszcze Starszych Panów – Jeremi Przybora i Jerzy Wasowski | [ 4 ] |
| 2004 | Kolekcja                | Grzegorz Ciechowski | - Korova Milky Bar – Myslovitz - Od początku II – Czesław Niemen - Syn marnotrawny – Jacek Kaczmarski - Złota kolekcja: Złoty paw – Dżem        | [ 5 ] |

## Statystyki
| Liczba | Osoba/zespół        | Lata       |
| ------ | ------------------- | ---------- |
| 2      | Grzegorz Ciechowski | 2002, 2004 |

| Liczba | Osoba/zespół        | Lata                   |
| ------ | ------------------- | ---------------------- |
| 4      | Grzegorz Ciechowski | 2001, 2002, 2003, 2004 |
| 3      | Republika           | 2001, 2002, 2003       |
| 2      | Czesław Niemen      | 2003, 2004             |